# مجاهدین روز شنبه
مجاهدین روز شنبه اصطلاحی سیاسی است که نخستین بار احمد کسروی و مهدی ملک‌زاده در کتاب‌های تاریخ مشروطه ایران و تاریخ انقلاب مشروطیت ایران به کار برده‌اند. در اصل، این اصطلاح به سیاستمدارانی فرصت‌طلب اشاره دارد که در انقلاب مشروطه ایران مشروطه‌خواه نبودند، اما وقتی محمدعلی شاه خلع شد، ناگهان جناح خود را تغییر دادند. دو نمونه‌ای که کسروی و ملک‌زاده برای این واژه به کار بردند قوام‌السلطنه و وثوق‌الدوله دو برادری بودند که در انقلاب مشروطه در جناح استبداد ایستادند اما پس از فتح تهران مشروطه‌خواه شدند و در سلطنت مشروطه احمدشاه قاجار به نخست‌وزیری رسیدند. اصطلاح مجاهدین شنبه تنها برای افراد مرتبط با انقلاب مشروطه به کار نمی‌رود، بلکه به تمام افرادی اشاره دارد که در طول تاریخ ایران از این طریق موفق به تصاحب قدرت و حتی گاه ضدانقلاب و سرکوب آزادی‌خواهان شده‌اند.